# Тристаннид плутония
Тристаннид плутония — бинарное интерметаллическое неорганическое соединение
плутония и олова
с формулой PuSn3,
кристаллы.

## Получение
- Сплавление стехиометрических количеств чистых веществ:

{\displaystyle {\mathsf {Pu+3Sn\ {\xrightarrow {1198^{o}C}}\ PuSn_{3}}}}

## Физические свойства
Тристаннид плутония образует парамагнитные кристаллы 
кубической сингонии,
пространственная группа P m3m,
параметры ячейки a = 0,463 нм, Z = 1,
структура типа тримедьзолота AuCu3
.
Соединение конгруэнтно плавится при температуре ≈1198°С .